# خط جوبان
خط جوبان (به ژاپنی:常磐線, Jōban-sen) یکی از خطوط شرکت راه‌آهن شرق ژاپن است. این خط ۸۵ ایستگاه دارد.